# István Donogán
István Donogán (né le 13 décembre 1897 à Senta et mort le 25 novembre 1966 à Budapest) est un athlète hongrois, spécialiste du lancer du disque.

## Biographie
Cinquième des Jeux olympiques de 1932, il remporte la médaille de bronze du lancer du disque lors des championnats d'Europe de 1934, à Turin .

### Palmarès
| Date | Compétition           | Lieu        | Résultat | Épreuve          | Performance |
| ---- | --------------------- | ----------- | -------- | ---------------- | ----------- |
| 1932 | Jeux olympiques       | Los Angeles | 5e       | Lancer du disque | 47,08 m     |
| 1934 | Championnats d'Europe | Turin       | 3e       | Lancer du disque | 45,91 m     |

### Records
| Épreuve          | Performance | Lieu | Date |
| ---------------- | ----------- | ---- | ---- |
| Lancer du disque | 48,86 m     |      | 1934 |